# Genesis (2021)
Genesis (2021) – gala wrestlingu, zorganizowana przez amerykańską federację Impact Wrestling, która była transmitowana za pomocą platformy Impact Plus. Odbyła się 9 stycznia 2021 w Skyway Studios w Nashville. Była to dwunasta gala z cyklu Genesis.
Karta walk składała się z dziewięciu pojedynków, w tym siedmiu rozgrywanych w ramach czwartej edycji turnieju Super X Cup. W walce wieczoru Willie Mack pokonał Moose’a w „I Quit” matchu, natomiast w innych pojedynkach Jordynne Grace wygrała z Jazz, a Ace Austin zwyciężył Blake’a Christiana w finale turnieju Super X Cup.

## Tło
Dwunasta edycja Genesis została ogłoszona na gali Impact Plus – Final Resolution, zorganizowanej 12 grudnia 2020.

## Rywalizacje
Genesis oferowało walki wrestlingu z udziałem różnych zawodników na podstawie przygotowanych wcześniej scenariuszy i rywalizacji, które są realizowane podczas cotygodniowych odcinków programu Impact!. Wrestlerzy odgrywają role pozytywnych (face) lub negatywnych bohaterów (heel), którzy rywalizują pomiędzy sobą w seriach walk mających budować napięcie.

### Moose vs. Willie Mack
W odcinku Impactu! z 27 października Moose, samozwańczy TNA World Heavyweight Champion, zaczął obrażać, Impact World Championa, Richa Swanna. W obronie przyjaciela stanął Willie Mack, który wyzwał przeciwnika na pojedynek. Moose odmówił, lecz tego samego dnia podstępnie zaatakował Macka, gdy ten robił zdjęcie z fanem. W kolejnych tygodniach zawodnicy prowadzili ze sobą bójki. Na Turning Point (14 listopada) protagonista przegrał z TNA World Heavyweight Championem po zatrzymaniu walki przez sędziego, lecz po pomeczowym brutalnym ataku antagonisty, arbiter zmienił decyzję i przyznał zwycięstwo Mackowi w wyniku dyskwalifikacji. Trzy dni później Moose pokonał rywala w No Disqualification matchu; sędzia przerwał spotkanie, gdy Mack nie był w stanie walczyć. 1 grudnia Mack zwyciężył Chrisa Beya, po czym ponownie został zaatakowany przez Moose’a. Chwilę później na ratunek ruszył mu Rich Swann. 8 grudnia protagoniści ulegli TNA World Heavyweight Championowi i Chrisowi Beyowi w Tag Team matchu. W czasie walki Moose brutalnie pobił rywala, starając się wyeliminować go na dłuższy czas. Niespodziewanie Mack pojawił się w następnym odcinku Impactu! i wyzwał Moose’a na „I Quit” match na Genesis, chcąc samemu decydować, kiedy zakończy starcie, w odróżnieniu od wcześniejszego No Disqualification matchu, gdy sędzia wbrew jego decyzji przerwał pojedynek. 5 stycznia 2021 rozproszył uwagę oponenta, który w ten sposób przegrał z Matthew Palmerem w starciu z trzyminutowym limitem.

### Super X Cup
Głównym wydarzeniem gali została czwarta edycja turnieju Super X Cup, w którym rywalizują ze sobą zawodnicy Dywizji X. W 2003 zawody wygrał Chris Sabin, w 2005 Samoa Joe, natomiast w 2017 Dezmond Xavier. Zwycięzca turnieju otrzymuje puchar i możliwość walki o Impact X Division Championship. Uczestnikami Super X Cup, przedstawionymi przez federację w odcinku Impactu! z 22 grudnia, zostali: Ace Austin, Cousin Jake, Crazzy Steve, Daivari, Suicide, Blake Christian, KC Navarro i Tre Lamar.

### Jordynne Grace vs. Jazz
W turnieju o wznowione po kilkuletniej przerwie Impact Knockouts Tag Team Championship Jordynne Grace nawiązała współpracę z debiutującą w Impact Wrestling, a jednocześnie powracającą z emerytury, Jazz. W pierwszej rundzie turnieju zwyciężyły Killer Kelly i Renee Michelle, po czym 5 stycznia 2021 przegrały z Havok i Nevaeh. Grace był przygnębiona porażką, ale także zaszczycona, że mogła walczyć u boku tak doświadczonej wrestlerki. Zwróciła się z prośbą, aby stoczyły przeciwko sobie pojedynek na Genesis. Jazz przystała na propozycję.

## Karta walk
Zestawienie zostało opracowane na podstawie źródeł:
| Nr                                                                 | Walki*                                                  | Stypulacje                          | Czas  |
| ------------------------------------------------------------------ | ------------------------------------------------------- | ----------------------------------- | ----- |
| 1                                                                  | Ace Austin (z Madmanem Fultonem) pokonał Suicide’a      | Pierwsza runda turnieju Super X Cup | 10:05 |
| 2                                                                  | Blake Christian pokonał KC Navarro                      | Pierwsza runda turnieju Super X Cup | 9:03  |
| 3                                                                  | Cousin Jake pokonał Daivariego                          | Pierwsza runda turnieju Super X Cup | 10:37 |
| 4                                                                  | Crazzy Steve pokonał Tre Lamara                         | Pierwsza runda turnieju Super X Cup | 9:17  |
| 5                                                                  | Ace Austin (z Madmanem Fultonem) pokonał Cousina Jake’a | Druga runda turnieju Super X Cup    | 10:34 |
| 6                                                                  | Blake Christian pokonał Crazzy’ego Steve’a              | Druga runda turnieju Super X Cup    | 12:13 |
| 7                                                                  | Jordynne Grace pokonała Jazz                            | Singles match                       | 12:07 |
| 8                                                                  | Ace Austin pokonał Blake’a Christiana                   | Finał turnieju Super X Cup          | 19:52 |
| 9                                                                  | Willie Mack pokonał Moose’a                             | „I Quit” match                      | 26:35 |
| (c) – mistrz/mistrzyni przed walką*Karta może jeszcze ulec zmianie |                                                         |                                     |       |

### Tabelka Super X Cup
|  | Ćwierćfinały    | Ćwierćfinały    |              |     | Półfinały | Półfinały |  |  | Finał | Finał |
|  |                 |                 |              |     |           |           |  |  |       |       |
|  |                 |                 |              |     |           |           |  |  |       |       |
|  |                 |                 |              |     |           |           |  |  |       |       |
|  | Ace Austin      | Pin             |              |     |           |           |  |  |       |       |
|  | Ace Austin      | Pin             |              |     |           |           |  |  |       |       |
|  | Suicide         | 10:05           |              |     |           |           |  |  |       |       |
|  | Suicide         | 10:05           | Ace Austin   | Pin |           |           |  |  |       |       |
|  |                 |                 | Ace Austin   | Pin |           |           |  |  |       |       |
|  |                 | Cousin Jake     | 10:34        |     |           |           |  |  |       |       |
|  | Daivari         | Cousin Jake     | 10:34        | Pin |           |           |  |  |       |       |
|  | Daivari         |                 |              | Pin |           |           |  |  |       |       |
|  | Cousin Jake     | 10:37           |              |     |           |           |  |  |       |       |
|  | Cousin Jake     | 10:37           | Ace Austin   | Pin |           |           |  |  |       |       |
|  |                 |                 | Ace Austin   | Pin |           |           |  |  |       |       |
|  |                 | Blake Christian | 19:52        |     |           |           |  |  |       |       |
|  | Crazzy Steve    | Blake Christian | 19:52        | Pin |           |           |  |  |       |       |
|  | Crazzy Steve    |                 |              | Pin |           |           |  |  |       |       |
|  | Tre Lamar       | 9:17            |              |     |           |           |  |  |       |       |
|  | Tre Lamar       | 9:17            | Crazzy Steve | Pin |           |           |  |  |       |       |
|  |                 |                 | Crazzy Steve | Pin |           |           |  |  |       |       |
|  |                 | Blake Christian | 12:13        |     |           |           |  |  |       |       |
|  | KC Navarro      | Blake Christian | 12:13        | Pin |           |           |  |  |       |       |
|  | KC Navarro      |                 |              | Pin |           |           |  |  |       |       |
|  | Blake Christian | 9:03            |              |     |           |           |  |  |       |       |
|  | Blake Christian | 9:03            |              |     |           |           |  |  |       |       |